# Fredrik Kolstø
Ole Fredrik Kolstø (né le 5 mars 1860 à Haugesund et mort le 2 avril 1945 à Trondheim) est un peintre norvégien.

## Enfance et éducation
Ole Fredrik était le fils d'Ingeborg Nilsdatter et du marchand Østen Kolstø  qui avait une entreprise situé à Haugesund.
En 1867, Østen avait été maire de Haugesund qui, en 1866, avaient le statut de bourg. Lorsqu'Ole Fredrik avait seize ans, en 1876, il était étudiant à Knud Bergslien (école d'art à Christiania). Il y est resté pendant un an.
En 1877, Kolstø s'est rendu à Munich pour étudier à l'académie d'art. Il s'entendait avec, entre autres, Erik Werenskiold.

## Tourisme d'affaires
En 1882, Kolstø a voyagé à Paris. Tant au cours de cette visite que sur une prochaine visite en 1885, il a été fortement influencé par l'impressionnisme.  Influencé par l'impressionnisme, il a fait son œuvre majeure « Atelier de Peinture » en 1885. À Grez-sur-Loing, en France, il est resté avec Erik Werenskiold, Christian Krogh et Christian Skredsvig. D'où l'image « Husvegg Grez » (1882), actuellement possédé par la National Gallery. Kolstø a également visité Anvers. Une bourse lui a permis de se rendre à Capri en 1886, où il a peint un paysage baigné de lumière.

## Biographie
En 1888, il épouse Kolstø Fredrikke Johanneberg, généralement appelée Hanna. Dans les années 1888-1892, Kolstø vit à Bergen, ville dans laquelle il exerce le métier de professeur de dessin à l'« høkskolen techniqu ». Il a également dirigé une école d'art privée. De 1889 à 1892, il était directeur de la « Bergens kunstforening ».
En 1889, Kolstø obtient la médaille de bronze à l'Exposition universelle de Paris[réf. nécessaire]. En 1895, la famille déménage à Christiania. En 1899 Kolstø eu sa première exposition personnelle à Blomqvist. L'image « Paysage par le soutien Harald » de Kolstø était un cadeau des résidents d'Haugesund pour le roi Haakon VII et la reine Maud à l'occasion du couronnement de 1906. La conception du support Harald dans la scène avait une forte valeur symbolique, en reliant le cadre à la collection de la Norvège. L'image est maintenant possédée par le Palais Royal. Il a vécu les 20 dernières années de sa vie Trondheim.